# Quelle veine !
Pour plus de détails, voir Fiche technique et Distribution.
Quelle veine ! (titre original : Call It Luck) est un film américain réalisé par James Tinling, sorti en 1934.

## Fiche technique
- Titre : Quelle veine !
- Titre original : Call It Luck
- Réalisation : James Tinling
- Assistant-réalisateur : Percy Ikerd (non crédité)
- Scénario :  Dudley Nichols, Lamar Trotti, George Marshall
- Photographie : Joseph Valentine
- Montage : Alex Troffey (en)
- Musique : Samuel Kaylin (en)
- Producteur : John Stone (en)
- Producteur exécutif : Winfield Sheehan
- Société de production : Fox Film Corporation
- Société de distribution : Fox Film Corporation
- Pays de production :  États-Unis
- Langue : Anglais américain
- Format : Noir et blanc — 35 mm — 1,37:1 — Son : Mono
- Genre : Comédie, Film policier, Film d'aventure, Comédie policière
- Durée : 65 minutes (1 h 5)
- Dates de sortie : 
  - États-Unis : 7 juillet 1934 (première) /  10 juillet 1934 (sortie nationale)
  - Australie : 28 septembre 1934
  - Finlande : 11 novembre 1934
  - France : 23 novembre 1934

## Distribution
- Pat Paterson : Pat Laurie
- Herbert Mundin : Herbert Biggelwade
- Charles Starrett : Stan Russell
- Gordon Westcott : 'Lucky' Luke Bartlett
- Georgia Caine  : Amy Lark
- Theodore von Eltz : Nat Underwood
- Reginald Mason : Lord Poindexter
- Ernest Wood (en) : Sid Carter
- Ray Mayer : 'Brainwave' Flynn
- Susan Fleming : Alice Blue